# Санников, Евгений Владимирович
Евге́ний Влади́мирович Са́нников (род. 7 июля 1986, Вятские Поляны, Кировская область) — российский актёр театра и кино

## Биография
Родился 7 июля 1986 года в городе Вятские Поляны, Кировской области.
В детстве Евгений занимался футболом. Играл за Вятско-Полянский футбольный клуб «Молот». В 2006 году стал чемпионом Удмуртии по рукопашному бою в тяжелом весе.
После окончания гимназии, с углубленным изучением иностранных языков, поступил в Удмуртский государственный университет на специальность лингвист-переводчик (английский - французский) .
С третьего курса и до окончания учебы играл  в студенческом любительском театре “Ле Партизан”,  в спектаклях на французском языке.
Закончив обучение в 2008 году, переехал в Санкт-Петербург. Поступил  в Санкт-Петербургскую государственную академию театрального искусства на актерско-режиссерский курс А. А. Праудина.
В 2013 году, после окончания академии, вместе с другими выпускниками мастерской А. Праудина открыл собственный театр Цехъ. В этом же году Евгений вошел в труппу Малого драматического театра—Театра Европы.
Помимо театра активно снимается в кино работал с такими режиссерами, как Александр Велелинский, Стас Иванов,  Кантемир Балагов, Роман Васьянов, Юрий Мороз, Игорь Твердохлебов и другими.

## Благотворительность
Евгений является одним из организаторов благотворительного фонда “Чудомобиль детям”. Спектакль-клоунада, играется на площадках детских домов, хосписов и детских больниц. В данный момент филиалы фонда есть в Санкт-Петербурге, Москве и Ижевске. Также был снят короткометражный документальный фильм, получивший награды. В планах расширить фонд на все города России и не только.

## Семья
- Жена — Анна Щетинина, актриса.
- Сын — Илья (2018).

## Творчество

### Роли в театре

#### Театр ЦЕХЪ (выпускники А. Праудина)
- Сальери, Скупой - "Маленькие трагедии" А.С.Пушкин (реж. В.Дьяченко, Е.Никитина)
- Футурист Каменский, Маяковский -"Футуризмзрим" (реж. Ю.Васильев)

#### МДТ - Театр Европы
- Константин Карамычев - "Гаудеамус" С.Каледин (реж. Лев Додин)
- Михаил Пряслин - "Братья и сёстры" Ф.Абрамов (реж. Лев Додин)
- Ральф - "Повелитель мух" У.Голдинг (реж. Лев Додин)
- Человек из окружения президента - "Коварство и любовь" Ф.Шиллер (реж. Лев Додин)
- Виктор - "Варшавская мелодия" Л.Зорин (реж. Лев Додин)
- Штурмовик - "Страх Любовь Отчаяние" Б.Брехт (реж. Лев Додин)
- Бирон - "Бесплодные усилия любви"

У. Шекспир (реж. Лев Додин)
- Алексей Карамазов - "Братья Карамазовы" Ф.М. Достоевский (2020, реж. Лев Додин)
- Лисс - "Жизнь и судьба" В.Гроссман (реж. Лев Додин)
- Сергей Саранов - "Шоколадный солдатик" Б.Шоу (реж. Андрей Щербан)
- Николай - "Звёзды на утреннем небе" А. Галин (реж. Татьяна Шестакова)
- Капитон - “Му-Му” И.C. Тургенев (реж. Вениамин Фильштинский)
- Есенин - "Из фрески Вечность” (реж. Валерий Галендеев)

#### Невидимый театр
- Ваня Симаков - "Общага-на-Крови" А.Иванов (реж. Семён Серзин)
- Довлатов - "Невидимая книга" С. Довлатов (реж. Семён Серзин)
- Евгений Кирсанов - “Местные” А. Ремез (реж. Н.Быцань)

#### Приют Комедианта
- Борменталь - "Собачье сердце" М. Булгаков (реж. Максим Диденко)
- Дмитрий Нехлюдов - "Воскресение" Л.Толстой (реж.  Семён Серзин)

## Фильмография
| Год       |     | Название                            | Роль                                                    |
| --------- | --- | ----------------------------------- | ------------------------------------------------------- |
| 2013—2013 | с   | Чужой район-2                       | Жека                                                    |
| 2014      | ф   | Признание в любви                   | Антон Семёнов                                           |
| 2015—2015 | с   | Высокие ставки                      | водитель "Капитана"                                     |
| 2015—2015 | с   | Улицы разбитых фонарей-15           | Вячеслав Якушев                                         |
| 2016—2016 | с   | Такая работа                        | Михаил Медведев                                         |
| 2017      | кор | Свидетель                           | психолог                                                |
| 2017      | ф   | Теснота                             | Женя                                                    |
| 2018—2018 | с   | Свои-1                              | Роберт Каменкин                                         |
| 2019      | ф   | Жди меня                            | Штрауб                                                  |
| 2019      | ф   | Канцелярская крыса. Большой передел | Максим Прудников, следователь                           |
| 2020      | ф   | Зоя                                 | Марк Ратенви, обер-лейтенант                            |
| 2020      | ф   | Немцы (Fatherland)                  | Макс                                                    |
| 2020      | ф   | Обитель                             | Санников                                                |
| 2020      | ф   | Общага                              | Каменев                                                 |
| 2020      | ф   | Первый отдел                        | Леонид Батурин                                          |
| 2020      | ф   | Проект «Анна Николаевна»            | Земсков                                                 |
| 2020      | ф   | Реализация-2                        | Катков, спецназовец                                     |
| 2020      | ф   | Шерлок в России                     | Илья Моисеев                                            |
| 2021      | ф   | Бег улиток                          | Павел                                                   |
| 2021      | ф   | Выжившие                            | Русый                                                   |
| 2021      | ф   | Девятаев                            | офицер                                                  |
| 2021      | ф   | Капитан Волконогов бежал            | Тупикин                                                 |
| 2022      | ф   | Белый список                        | Парфёнов                                                |
| 2022      | ф   | Даркнет                             | барыга                                                  |
| 2022      | ф   | Замёрзшие                           | Сидоров                                                 |
| 2022      | ф   | Начальник разведки                  | Николай Кузнецов,разведчик                              |
| 2022      | ф   | Нулевой пациент                     | Николай Федорчук                                        |
| 2022      | ф   | Тест на беременность-3              | Кирилл                                                  |
| 2022      | ф   | Тест на беременность-4              | Кирилл                                                  |
| 2022      | ф   | Тибра                               | Юрий,участковый старший лейтенант полиции               |
| 2022      | ф   | Фандорин. Азазель                   | Иван Владимирович Воробьёв, священник                   |
| 2022      | ф   | Чудомобиль                          | роль                                                    |
| 2022      | ф   | ЮЗЗЗ                                | Максим Анатольевич Боев, начальник отдела наркоконтроля |
| 2023      | ф   | Библиотекарь                        | адвокат                                                 |
| 2023      | ф   | Большой дом                         | Виталий Кошарный                                        |
| 2023      | ф   | ГДР                                 | Руди                                                    |
| 2023      | ф   | Лунатики                            | Володя,ассистент Ренаты                                 |
| 2023      | ф   | Нежность-2                          | Лаврентьев                                              |
| 2023      | ф   | Отпуск в октябре                    | роль                                                    |
| 2023      | ф   | Разрешите обратиться                | Волкодавыч                                              |
| 2023      | ф   | Топор. 1945. Кёнигсберг             | Роберт Мильке                                           |
| 2023      | ф   | Цикады                              | Олег Филатов                                            |
| 2024      | ф   | Игры                                | Боков                                                   |
| 2024      | ф   | Неверные                            | Сережа                                                  |
| 2024      | ф   | Рыжий                               | Саша Леонтьев                                           |
| 2025      | с   | Челюскин. Первые                    | Георгий Алексеевич Ушаков                               |
| 2025      | с   | Цыгане. Улица Шекспира              | Лялин                                                   |
| 2025      | с   | Законник                            | Вендер                                                  |
| 2025      | с   | ЗАТО                                | Артём Карлов(Буратино)                                  |
| 2025      | с   | Оперативная память                  | Фетисов                                                 |
| 2025      | с   | Хирург                              | Титов                                                   |

## Призы и награды
- Премия "Прорыв" - за лучшую роль второго плана в спектакле Льва Додина "Страх Любовь Отчаяние".
- Премия “Прорыв” - за лучшую мужскую роль: Алексей Карамазов - "Братья Карамазовы" (МДТ-Театр Европы, реж. Лев Додин, 2022).
- Премия "Золотой Софит" - за безупречное единство стиля в ансамбле уникальных актерских индивидуальностей (спектакль "Братья Карамазовы”, режиссер Лев Додин).

- Победитель конкурса «Вертикалка» за фильм «Муравей»(режиссер, сценарист)